# Smite
SMITE — многопользовательская игра в жанре MOBA с видом от третьего лица, разработанная компанией Hi-Rez Studios для операционной системы Windows. В качестве героев в игре представлены боги и герои из греческой, египетской, римской, индийской, китайской, японской, скандинавской, мезоамериканской, кельтской, полинезийской, славянской, вуду, йоруба и Лавкрафтовской мифологий. SMITE был анонсирован 21 апреля 2011 года и появился на свет 31 мая 2012 года. Спустя четыре года, в июле 2015 года, SMITE достигла отметки в 10 миллионов игроков по всему миру. 19 августа 2015 года состоялся выход игры на Xbox One. Начиная с 8 сентября 2015, SMITE доступна и в Steam. А 19 февраля 2019, игра вышла на Nintendo Switch.
Регулярно выходят обновления с презентациями.

## Игровой процесс

### Боги
Каждый игрок управляет героем-богом с тремя базовыми способностями, одной особой (ультимативной), одной пассивной. Также каждый бог может на свой выбор приобрести до шести пассивных предметов, дающих усиление, и до двух активных предметов, которые имеют полезные свойства (телепортация, исцеление и т. д.), имеют большое время восстановления, но не требуют маны в отличие от основных способностей.
В настоящее время игрокам на выбор предоставляется 129 богов/героев из шестнадцати пантеонов: греческий, римский, китайский, японский, индуистский, кельтский, скандинавский, славянский, майя и египетский, полинезийский, вуду, древних богов, йоруба, Авалон и вавилонский. Изначально открыты пятеро богов, остальные боги открываются за Favor («расположение» или «благосклонность») — очки, которые начисляются игроку после каждого сыгранного матча. Также в игре есть «рулетка», в которую примерно раз в 2-3 недели попадают случайные боги. Попавшие в рулетку платные боги открываются и становятся доступными до следующего обновления. Для того, чтобы навсегда получить персонажа, его все равно придется купить.
Бесплатные боги:
1. Нейт (Neith)
2. Ра (Ra)
3. Гуань Юй (Guan Yu)
4. Тор (Thor)
5. Имир (Ymir)

#### Список богов в игре
-

| Имя            | Оригинальное имя | Титул                           | Пантеон         | Роль    | Сложность     | Релиз                                            |
| -------------- | ---------------- | ------------------------------- | --------------- | ------- | ------------- | ------------------------------------------------ |
| Авиликс        | Awilix           | Богиня луны                     | Майя            | Убийца  | Тяжёлый       | 17 декабря 2014                                  |
| Агни           | Agni             | Бог огня                        | Индуистский     | Маг     | Тяжёлый       | 31 мая 2012                                      |
| Аид            | Hades            | Владыка загробного мира         | Греческий       | Маг     | Лёгкий        | 31 мая 2012                                      |
| Аматэрасу      | Amaterasu        | Сияющий свет                    | Японский        | Воин    | Средний       | 12 января 2016                                   |
| Анубис         | Anubis           | Бог умерших                     | Египетский      | Маг     | Лёгкий        | 31 мая 2012                                      |
| Анхур          | Anhur            | Убийца врагов                   | Египетский      | Охотник | Средний       | 3 августа 2012                                   |
| Ао Куанг       | Ao Kuang         | Король драконов восточных морей | Китайский       | Маг     | Тяжёлый       | 19 ноября 2014                                   |
| Аполлон        | Apollo           | Бог музыки                      | Греческий       | Охотник | Лёгкий        | 28 марта 2013                                    |
| Арахна         | Arachne          | Ткачиха                         | Греческий       | Убийца  | Средний       | 31 мая 2012                                      |
| Арес           | Ares             | Бог войны                       | Греческий       | Страж   | Лёгкий        | 4 октября 2012                                   |
| Артемида       | Artemis          | Богиня охоты                    | Греческий       | Охотник | Средний       | 31 мая 2012                                      |
| Артио          | Artio            | Богиня медведей                 | Кельтский       | Страж   | Средний       | 1 августа 2017                                   |
| Атлас          | Atlas            | Титан космоса                   | Греческий       | Страж   | Лёгкий        | 14 декабря 2021                                  |
| Афина          | Athena           | Богиня мудрости                 | Греческий       | Страж   | Лёгкий        | 5 июня 2013                                      |
| Афродита       | Aphrodite        | Богиня любви                    | Греческий       | Маг     | Тяжёлый       | 13 марта 2013                                    |
| Ах Музен Каб   | Ah Muzen Cab     | Бог пчёл                        | Майя            | Охотник | Лёгкий        | 7 ноября 2013                                    |
| Ах Пуч         | Ah Puch          | Ужасающий бог разложения        | Майя            | Маг     | Средний       | 28 апреля 2015                                   |
| Ахилл          | Achilles         | Герой Троянской войны           | Греческий       | Воин    | Средний       | 27 февраля 2018                                  |
| Баба Яга       | Baba Yaga        | Волшебница                      | Славянский      | Маг     | Средний       | 21 апреля 2020                                   |
| Бакасура       | Bakasura         | Великий пожиратель              | Индуистский     | Убийца  | Лёгкий        | 20 июля 2012                                     |
| Бакэ-кудзира   | Bake Kujira      | Ёкай отчаяния                   | Японский        | Страж   | Средний       | 12 декабря 2023                                  |
| Барон Суббота  | Baron Samedi     | Бог жизни и смерти              | Вуду            | Маг     | Тяжёлый       | 26 июня 2018                                     |
| Бастет         | Bastet           | Богиня кошек                    | Египетский      | Убийца  | Лёгкий        | 31 мая 2012; 2 апреля 2014 (текущая версия)      |
| Бахус          | Bacchus          | Бог вина                        | Римский         | Страж   | Средний       | 19 ноября 2012                                   |
| Беллона        | Bellona          | Богиня войны                    | Римский         | Воин    | Лёгкий        | 25 февраля 2015                                  |
| Вамана         | Vamana           | Пятый аватар Вишну              | Индуистский     | Воин    | Средний       | 31 мая 2012; 31 января 2017 (текущая версия)     |
| Вулкан         | Vulcan           | Кузнец богов                    | Римский         | Маг     | Средний       | 31 января 2013; 18 декабря 2013 (текущая версия) |
| Ганеша         | Ganesha          | Богу удачи                      | Индуистский     | Страж   | Средний       | 25 апреля 2017                                   |
| Геб            | Geb              | Бог земли                       | Египетский      | Страж   | Средний       | 16 января 2014                                   |
| Гера           | Hera             | Королева богов                  | Греческий       | Маг     | Средний       | 15 октября 2018                                  |
| Геркулес       | Hercules         | Чемпион Рима                    | Римский         | Воин    | Лёгкий        | 9 января 2013                                    |
| Гильгамеш      | Gilgamesh        | Царь Урука                      | Вавилонский     | Воин    | Средний       | 20 апреля 2021                                   |
| Гор            | Horus            | Законный наследник              | Египетский      | Воин    | Средний       | 30 апреля 2019                                   |
| Гуань Юй       | Guan Yu          | Святой воин                     | Китайский       | Воин    | Средний       | 29 июня 2012; 28 августа 2013 (текущая версия)   |
| Да Цзи         | Da Ji            | Девятихвостая лисица            | Китайский       | Убийца  | Средний       | 24 мая 2017                                      |
| Данзабуро      | Danzaburou       | Легендарный тануки              | Японский        | Охотник | Средний       | 15 декабря 2020                                  |
| Дискордия      | Discordia        | Богиня раздора                  | Римский         | Маг     | Средний       | 6 ноября 2017                                    |
| Ёрмунганд      | Jormungandr      | Мировой Змей                    | Скандинавский   | Страж   | Средний       | 5 марта 2019                                     |
| Зевс           | Zeus             | Бог неба                        | Греческий       | Маг     | Тяжёлый       | 31 мая 2012                                      |
| Идзанами       | Izanami          | Надзирательница мёртвых         | Японский        | Охотник | Средний       | 31 августа 2016                                  |
| Имир           | Ymir             | Отец ледяных гигантов           | Скандинавский   | Страж   | Лёгкий        | 31 мая 2012                                      |
| Исида          | Eset             | Богиня магии                    | Египетский      | Маг     | Средний       | 15 мая 2013                                      |
| Иш-Чель        | Ix Chel          | Ткущая свет                     | Майя            | Маг     | Средний       | 18 апреля 2023                                   |
| Иштар          | Ishtar           | Богиня любви и войны            | Вавилонский     | Охотник | Средний       | 23 августа 2022                                  |
| Йемайя         | Yemoja           | Богиня рек                      | Йоруба          | Страж   | Средний       | 15 октября 2019                                  |
| Кабракан       | Cabrakan         | Разрушитель гор                 | Майя            | Страж   | Средний       | 19 августа 2014                                  |
| Кали           | Kali             | Богиня разрушения               | Индуистский     | Убийца  | Средний       | 31 мая 2012; 11 декабря 2013 (текущая версия)    |
| Камазотц       | Camazotz         | Бог летучих мышей               | Майя            | Убийца  | Средний       | 11 октября 2016                                  |
| Кернунн        | Cernunnos        | Рогатый бог                     | Кельтский       | Охотник | Средний       | 14 марта 2017                                    |
| Клиодна        | Cliodhna         | Королева банши                  | Кельтский       | Убийца  | Средний       | 19 октября 2021                                  |
| Король Артур   | King Arthur      | Разящий Экскалибуром            | Авалон          | Воин    | Средний       | 7 января 2019                                    |
| Ктулху         | Cthulhu          | Великий Спящий                  | Великие Древние | Страж   | Средний       | 16 июня 2020                                     |
| Кудзэмбо       | Kuzenbo          | Король каппа                    | Японский        | Страж   | Лёгкий        | 14 февраля 2017                                  |
| Кумбхакарна    | Kumbhakarna      | Спящий гигант                   | Индуистский     | Страж   | Лёгкий        | 16 апреля 2014                                   |
| Купидон        | Cupid            | Бог любви                       | Римский         | Охотник | Лёгкий        | 17 августа 2012                                  |
| Кукулькан      | Kukulkan         | Змей Девяти Ветров              | Майя            | Маг     | Лёгкий        | 31 мая 2012; 10 сентября 2014 (текущая версия)   |
| Кухулин        | Cu Chulainn      | Пёс Ульстера                    | Кельтский       | Воин    | Средний       | 20 июня 2017                                     |
| Ланселот       | Lancelot         | Первый рыцарь Круглого стола    | Авалон          | Убийца  | Тяжёлый       | 14 июня 2022                                     |
| Локи           | Loki             | Бог хитрости и обмана           | Скандинавский   | Убийца  | Лёгкий        | 2 ноября 2012                                    |
| Маман Бригитта | Maman Brigitte   | Защитница мёртвых               | Вуду            | Маг     | Средний       | 26 сентября 2023                                 |
| Мартихор       | Martichoras      | Царь Мантикор                   | Греческий       | Охотник | Средний       | 21 февраля 2023                                  |
| Мауи           | Maui             | Гавайский герой                 | Полинезийский   | Страж   | Средний       | 18 октября 2022                                  |
| Медуза         | Medusa           | Горгона                         | Греческий       | Охотник | Лёгкий        | 1 апреля 2015                                    |
| Меркурий       | Mercury          | Посланник богов                 | Римский         | Убийца  | Средний       | 2 октября 2013                                   |
| Мерлин         | Merlin           | Великий волшебник               | Авалон          | Маг     | Тяжёлый       | 11 февраля 2019                                  |
| Моргана        | Morgan Le Fay    | Тёмная колдунья                 | Авалон          | Маг     | Средний       | 15 июня 2021                                     |
| Морриган       | The Morrigan     | Призрачная королева             | Кельтский       | Маг     | Очень тяжёлый | 10 января 2017                                   |
| Мулан          | Mulan            | Восходящая воительница          | Китайский       | Воин    | Средний       | 25 февраля 2020                                  |
| Нейт           | Neith            | Плетущая судьбы                 | Египетский      | Охотник | Лёгкий        | 13 февраля 2013                                  |
| Немезида       | Nemesis          | Богиня возмездия                | Греческий       | Убийца  | Средний       | 6 февраля 2014                                   |
| Ника           | Nike             | Богиня победы                   | Греческий       | Воин    | Лёгкий        | 6 декабря 2016                                   |
| Нокс           | Nox              | Богиня ночи                     | Римский         | Маг     | Средний       | 29 октября 2014                                  |
| Нэчжа          | Ne Zha           | Третий принц Лотоса             | Китайский       | Убийца  | Средний       | 17 апреля 2013                                   |
| Нюйва          | Nu Wa            | Защитница небес                 | Китайский       | Маг     | Лёгкий        | 5 декабря 2013; 5 августа 2014 (текущая версия)  |
| Один           | Odin             | Всеотец                         | Скандинавский   | Воин    | Лёгкий        | 31 мая 2012                                      |
| Олорун         | Olorun           | Повелитель небес                | Йоруба          | Маг     | Средний       | 25 июня 2019                                     |
| Осирис         | Osiris           | Сокрушённый бог загробной жизни | Египетский      | Воин    | Тяжёлый       | 6 мая 2014                                       |
| Пеле           | Pele             | Богиня вулканов                 | Полинезийский   | Убийца  | Средний       | 6 августа 2018                                   |
| Персефона      | Persephone       | Королева загробного мира        | Греческий       | Маг     | Тяжёлый       | 20 августа 2019                                  |
| Посейдон       | Poseidon         | Бог океанов                     | Греческий       | Маг     | Лёгкий        | 28 февраля 2013                                  |
| Ра             | Ra               | Бог солнца                      | Египетский      | Маг     | Средний       | 31 мая 2012                                      |
| Равана         | Ravana           | Демон-король Ланки              | Индуистский     | Воин    | Средний       | 30 июня 2015                                     |
| Райдзин        | Raijin           | Властелин грома                 | Японский        | Маг     | Средний       | 16 февраля 2016                                  |
| Рама           | Rama             | Седьмой аватар Вишну            | Индуистский     | Охотник | Средний       | 24 июня 2014                                     |
| Рататоск       | Ratatoskr        | Хитрый посланник                | Скандинавский   | Убийца  | Лёгкий        | 2 июня 2015                                      |
| Собек          | Sobek            | Бог Нила                        | Египетский      | Страж   | Лёгкий        | 31 мая 2012                                      |
| Серкет         | Serqet           | Богиня ядов                     | Египетский      | Убийца  | Средний       | 15 июля 2014                                     |
| Сет            | Set              | Узурпатор                       | Египетский      | Убийца  | Средний       | 30 апреля 2019                                   |
| Сильванус      | Sylvanus         | Хранитель природы               | Римский         | Страж   | Средний       | 1 октября 2014                                   |
| Син-тянь       | Xing Tian        | Тот, кому отрубили голову       | Китайский       | Страж   | Средний       | 1 сентября 2015                                  |
| Скади          | Skadi            | Богиня зимы                     | Скандинавский   | Охотник | Тяжёлый       | 15 марта 2016                                    |
| Соль           | Sol              | Богиня солнца                   | Скандинавский   | Маг     | Тяжёлый       | 6 октября 2015                                   |
| Сунь Укун      | Sun Wukong       | Король обезьян                  | Китайский       | Воин    | Средний       | 31 мая 2012                                      |
| Сурт           | Surtr            | Огненный великан                | Скандинавский   | Воин    | Средний       | 24 января 2023                                   |
| Сусаноо        | Susanoo          | Бог летней бури                 | Японский        | Убийца  | Тяжёлый       | 10 мая 2016                                      |
| Сцилла         | Scylla           | Ужас морей                      | Греческий       | Маг     | Лёгкий        | 5 марта 2014                                     |
| Танатос        | Thanatos         | Рука смерти                     | Греческий       | Убийца  | Средний       | 18 сентября 2013                                 |
| Терра          | Terra            | Мать-земля                      | Римский         | Страж   | Тяжёлый       | 2 августа 2016                                   |
| Тиамат         | Tiamat           | Богиня солёного моря            | Вавилонский     | Маг     | Тяжёлый       | 23 февраля 2021                                  |
| Тир            | Tyr              | Законодатель                    | Скандинавский   | Воин    | Тяжёлый       | 7 августа 2013                                   |
| Тор            | Thor             | Бог грома                       | Скандинавский   | Убийца  | Тяжёлый       | 7 сентября 2012                                  |
| Улль           | Ullr             | Великолепный                    | Скандинавский   | Охотник | Тяжёлый       | 19 марта 2014                                    |
| Фафнир         | Fafnir           | Владелец блестящего золота      | Скандинавский   | Страж   | Средний       | 7 июня 2016                                      |
| Фенрир         | Fenrir           | Освобождённый                   | Скандинавский   | Убийца  | Средний       | 1 мая 2013                                       |
| Фрейя          | Freya            | Королева валькирий              | Скандинавский   | Маг     | Средний       | 18 октября 2012                                  |
| Харибда        | Charybdis        | Бесконечный водоворот           | Греческий       | Охотник | Средний       | 24 августа 2021                                  |
| Харон          | Charon           | Перевозчик                      | Греческий       | Страж   | Средний       | 11 июля 2023                                     |
| Хатиман        | Hachiman         | Повелитель восьми знамён        | Японский        | Охотник | Лёгкий        | 13 сентября 2017                                 |
| Хеймдалль      | Heimdallr        | Страж богов                     | Скандинавский   | Охотник | Тяжёлый       | 11 декабря 2019                                  |
| Хель           | Hel              | Богиня подземного мира          | Скандинавский   | Маг     | Тяжёлый       | 31 мая 2012                                      |
| Хепри          | Khephri          | Приносящий рассвет              | Египетский      | Страж   | Средний       | 4 августа 2015                                   |
| Хирон          | Chiron           | Великий учитель                 | Греческий       | Охотник | Средний       | 17 ноября 2015                                   |
| Хоу И          | Hou Yi           | Защитник земли                  | Китайский       | Охотник | Тяжёлый       | 14 января 2015                                   |
| Хронос         | Chronos          | Хранитель времени               | Греческий       | Маг     | Тяжёлый       | 10 июля 2013                                     |
| Хун Батц       | Hun Batz         | Ревущий бог-обезьяна            | Майя            | Убийца  | Лёгкий        | 20 июня 2013                                     |
| Хэ-Бо          | He Bo            | Бог Жёлтой реки                 | Китайский       | Маг     | Лёгкий        | 31 мая 2012                                      |
| Цербер         | Cerberus         | Страж загробного мира           | Греческий       | Страж   | Лёгкий        | 9 января 2018                                    |
| Цзин Вэй       | Jing Wei         | Хранительница клятвы            | Китайский       | Охотник | Лёгкий        | 12 апреля 2016                                   |
| Цукиёми        | Tsukuyomi        | Бог луны                        | Японский        | Убийца  | Средний       | 11 августа 2020                                  |
| Чак            | Chaac            | Бог дождя                       | Майя            | Воин    | Средний       | 18 декабря 2013                                  |
| Чанъэ          | Chang`e          | Фея луны                        | Китайский       | Маг     | Средний       | 24 июля 2013                                     |
| Чернобог       | Chernobog        | Властелин тьмы                  | Славянский      | Охотник | Тяжёлый       | 25 мая 2018                                      |
| Чжун Куй       | Zhong Kui        | Душитель демонов                | Китайский       | Маг     | Лёгкий        | 28 августа 2013                                  |
| Шбаланке       | Xbalanque        | Затаившийся ягуар               | Майя            | Охотник | Средний       | 11 декабря 2013                                  |
| Шива           | Shiva            | Разрушитель                     | Индуистский     | Воин    | Средний       | 22 февраля 2022                                  |
| Эрлан-шэнь     | Erlang Shen      | Прославленный мудрец            | Китайский       | Воин    | Средний       | 6 июля 2016                                      |
| Юй-хуан        | Yu Huang         | Нефритовый император            | Китайский       | Маг     | Средний       | 19 апреля 2022                                   |
| Янус           | Janus            | Бог порталов и переходов        | Римский         | Маг     | Средний       | 28 мая 2014                                      |

### Классы
В SMITE присутствует система классов. Всего их пять: убийца (assassin), воин (warrior), маг (mage), охотник (hunter) и страж (guardian). Каждый класс имеет свою направленность и специфику. Общий принцип приводится в таблице, но есть исключения (дальний тип атаки у стража Сильвана, ближний бой у мага Ао Куана и т. д.)
| Класс   | Тип урона  | Тип атаки   | Урон                      | Мобильность | Выносливость | Контроль |
| ------- | ---------- | ----------- | ------------------------- | ----------- | ------------ | -------- |
| Воин    | Физический | Ближний бой | Вариативно                | Высокая     | Высокая      | Средний  |
| Страж   | Магический | Ближний бой | Средний по площади        | Средняя     | Высокая      | Сильный  |
| Маг     | Магический | Дальний бой | Сильный по площади        | Низкая      | Низкая       | Средний  |
| Охотник | Физический | Дальний бой | Сильный по одиночной цели | Средняя     | Низкая       | Слабый   |
| Убийца  | Физический | Ближний бой | Сильный по одиночной цели | Высокая     | Средняя      | Средний  |

### Предметы
В SMITE у каждого предмета есть от двух уровней, и с каждым из них предмет улучшает свои характеристики и получает дополнительные эффекты. Смысл улучшений остаётся похожим на систему рецептов из Dota, League of Legends или Heroes of Newerth, однако эта задумка, по мнению Hi-Rez Studios, является более дружелюбной по отношению к новичкам.

### Баффы
Как уже было сказано, в джунглях расположены лагеря нейтральных монстров, пещера огненного великана и золотая фурия. За убийство всех перечисленных монстров вы получите определённый бафф.
Баффы бывают нескольких типов:
- Mana Buff (синий бафф) — регенерирует вам 5 единиц маны в секунду и уменьшает время перезарядки ваших способностей на 10 %.
- Damage Buff (красный бафф) — увеличивает вашу физическую и магическую силу на 20 %.
- Penetration Buff (фиолетовый) — даёт ауру, действующую в радиусе 55 единиц, уменьшающую вражескую защиту на 10.
- Speed Buff (оранжевый бафф) — увеличивает скорость передвижения на 15 %.
- Fire Giant Buff — как правило, огненного гиганта убивают всей командой, и бафф за него получает не только тот, кто нанес смертельный удар, но и все живые союзники в команде. Этот бафф дает +30 здоровья каждые 5 секунд, +30 маны каждые 5 секунд, +50 физической силы и +70 магической силы на 4 минуты.

### Режимы игры
Режимы игры включают в себя «Арену», «Поединок», «Завоевание», «Штурм», «Осаду», «Матч дня», «Завоевание (ранг)», «Поединок (ранг)», «Дуэль (ранг)».

#### Арена
- Карта, представляющая собой самую настоящую арену с ревущими болельщиками.
- Очень динамичная игра, в среднем поединок длится чуть более 15 минут.
- Все боги изначально 3 уровня.
- Игра начинается с 1500 золотых.
- У каждой команды есть счётчик, на котором изначально 500 очков.
- На базах команд появляются гладиаторы, бегущие в портал базы противоположной команды. За вражеского гладиатора, прошедшего через портал, команда-владелец портала теряет 1 очко, за осадную башню 10 очков.
- За каждого погибшего игрока команда теряет 5 очков.
- Задача заключается в том, чтобы довести вражеский счётчик до отметки в 0 очков.

В августе 2015 года карта претерпела много значительных изменений в визуальном оформлении. Первое, что сразу бросалось в глаза, — свет, дневной свет, наполняющий Колизей. На старой карте бои велись под ночным небом, все вокруг имело приглушённую цветовую гамму и было выполнено в мрачноватой тематике. Теперь же карта изобилует красками и выглядит очень сочной. Солнечный свет отражается от песка, а одеяния игроков сияют цветами. Все это делает бой на этой карте более живым и менее серьёзным. К тому же миньоны больше не спавнятся в кругу возле фонтана, а появляются из дверей под горгульями. Наибольшие визуальные изменения касались также осадных башен и бафф-лагерей.

#### Поединок
- Игра двумя командами 3 на 3.
- Все боги изначально 3 уровня.
- Игра начинается с 1500 золотых.
- На карте 1 линия, на которой 1 башня и 1 феникс
- Справа находятся джунгли с двумя лагерями с монстрами, дающими Mana Buff, один ближе к светлой стороне, один к тёмной (относительно светлой стороны).
- Слева находится один лагерь с монстрами Damage Buff (относительно светлой стороны).
- Также на карте находится уникальный босс Bull Demon King, убийство которого дарует команде бафф, увеличивающий регенерацию здоровья, маны, а также на определённое время не дающий атаковать вражеской башне или фениксу.

#### Завоевание
- Участники делятся на команды по 5 человек в каждой, и игроки выбирают бога, за которого они будут играть.
- В начале игры игроки вашей и противоположной команды появляются на своих базах рядом с титаном. Эти базы расположены на противоположных друг от друга концах карты.
- Для того, чтобы выиграть, вам необходимо уничтожить вражеского титана, однако, прежде чем вы сможете это сделать, вам необходимо пройти линии, которые будут защищаться противниками.
- С определённой периодичностью на каждой из ваших и вражеских линий будут появляться управляемые компьютером воины («миньоны»), они будут бежать вперед и атаковать всех встречных врагов.
- На каждой из трех линий расположено по 2 башни и феникс. Феникс отличается от обычных башен тем, что через определённое время после его уничтожения он снова возрождается с низким уровнем здоровья и постепенно его регенерирует. Если уничтожить вражеского феникса, то ваши приспешники на этой линии получат огненное оружие и станут значительно сильнее. Таковыми они будут оставаться до возрождения вражеского феникса.
- Кроме линий, в игре присутствует лес («джунгли»). В джунглях расположены лагеря нейтральных монстров, за убийство которых можно получить бафф.
- После начала игры в левой или правой части джунглей (в зависимости от того, за какую команду вам случилось играть) появляется огненный великан. За его убийство все члены вашей команды получают очень существенный бафф к регенерации здоровья, маны, физической и магической атаке.
- На противоположной стороне от великана расположено логово золотой фурии, за убийство которой каждому игроку из команды начисляется по 300 золотых.

#### Штурм
- Выбор героев идёт случайным образом.
- Игра начинается с 3000 золотых.
- На карте одна линия: по две башни и одному фениксу.
- Цель: убить вражеского титана.
- Возвращаться на респойнт для регенерации нельзя, вы вынуждены стоять на линии до смерти или до победы.

#### Осада
- Игра двумя командами 4 на 4.
- Игра начинается с 2000 золотых.
- На карте 2 линии, на каждой по 2 башни и фениксу.
- Центр карты занят джунглями, на каждой стороне 2 лагеря монстров, дающих Mana Buff и по одному лагерю Damage Buff и Speed Buff. В центре джунглей располагается Siege Juggernaut.
- Цель: убить вражеского титана.
- Уничтожение монстров в джунглях даёт не только бафф, но и особые Siege Points. По набору 100 Siege Points на стороне набравшей команды выходит в бой Siege Juggernaut (что-то вроде осадной башни из Аrena). Siege Juggernaut наносит больше урона башням и представляет собой немалую угрозу для линии.
- Wild Juggernaut. Убийство этого монстра мгновенно призывает Siege Juggernaut на сторону команды-убийцы. Таким образом, одновременно могут быть призваны с незначительным временным отличием два Siege Juggernaut — за набор 100 Siege Points и, сразу после набора, за убийство Wild Juggernaut.
- Постройки и Titan имеют увеличенное здоровье, уничтожить их обычным оружием гораздо тяжелее. Siege Juggernaut же имеет бонус к урону против построек.

#### Матч дня
- Каждые сутки проводятся специальные бои, чаще всего на карте Арена (могут проходить и на других картах).
- Зачастую для выбора доступно ограниченное количество персонажей (иногда вообще один) или персонажи выбираются в случайном порядке из доступных.
- Правила поединка варьируются, например:
  - День обезьян — к выбору доступны боги-обезьяны (Sun Wukong и Hun Batz);
  - День и ночь — игрок получает случайного бога солнца или луны;
  - Часто проводятся матчи с увеличенными показателями перезарядки (40 %-80 %) и случайным выбором героев.

#### Завоевание (ранг)
- Доступен с 30 уровня игрока.
- Этот режим является аналогом обычного Завоевания, но в зависимости от ваших побед или поражений меняется ваш персональный рейтинг.
- При соблюдении определённых условий возможно попасть в топ 100.
- В этом режиме недоступен для выбора последний введённый в игру бог. Такая мера принята из соображений баланса. Игрокам дается возможность привыкнуть к новому богу и найти его слабые стороны в других режимах

#### Поединок (ранг)
- Доступен с 30 уровня игрока.
- Этот режим является аналогом обычного Поединка, но в зависимости от ваших побед или поражений меняется ваш персональный рейтинг.
- В этом режиме недоступен для выбора последний введённый в игру бог. Такая мера принята из соображений баланса. Игрокам дается возможность привыкнуть к новому богу и найти его слабые стороны в других режимах

#### Дуэль (ранг)
- Доступен с 30 уровня игрока.
- Этот режим является аналогом Joust 3v3, но бой происходит 1 на 1.
- Так же как и в Завоевании (ранг), в зависимости от ваших побед или поражений меняется ваш персональный рейтинг.
- В этом режиме недоступен для выбора последний введённый в игру бог. Такая мера принята из соображений баланса. Игрокам дается возможность привыкнуть к новому богу и найти его слабые стороны в других режимах.

## Разработка

### Конфликт с индусами
В июне индусы разгневались по поводу некоторых индийских богов, добавленных в Смайт, таких как Кали, Агни и Вамана. Также возмущение вызвал «слишком откровенный» наряд Кали. Раян Зед, президент индуистского сообщества, написал заявление разработчикам игры, чтобы те удалили индийских богов, так как их присутствие является оскорбительным для верующих. Особенно то, что игроки управляют богами.
Несмотря на отрицательный ответ от Hi-rez, Раян Зед продолжал пытаться избавиться от индусских богов в Смайте, так как его мнение, что содержание игры является оскорбительным, поддержали представители других религий. Их задел в первую очередь «порнографический» наряд Кали. В декабре 2013 года внешний вид Кали был изменён и стал менее откровенным.

## Турниры
Киберспортивная лига ESL оказывает игре активную поддержку. Уже с закрытого бета-теста в игре Smite прошло несколько турниров на площадке ESL с реальным призовым фондом. В январе 2015 Hi-Rez Studios провела турнир с призовым фондом более 2 600 000 долларов.

## Отзывы и критика
| Сводный рейтинг | Сводный рейтинг |
| Агрегатор       | Оценка          |
| --------------- | --------------- |
| GameRankings    | 78,00 %         |

Летом 2018 года, благодаря уязвимости в защите Steam Web API, стало известно, что точное количество пользователей сервиса Steam, которые играли в игру хотя бы один раз, составляет 5 751 466 человек.